# Chiesa di San Domenico (Verona)
La chiesa di San Domenico è un ex luogo di culto cattolico, dal 2010 evangelico luterano, che sorge nel quartiere di Cittadella a Verona.

## Storia
Le monache di San Domenico si trovavano originariamente al di fuori delle mura di Verona, tuttavia il complesso in cui risiedevano venne demolito nel 1517, quando la Repubblica di Venezia ordinò l'abbattimento di tutti gli edifici presenti nel raggio di un miglio dalle mura cittadine; le monache acquistarono quindi un terreno in città, all'interno della Cittadella, per costruire un nuovo monastero. Il complesso, realizzato tra il 1537 e il 1543, andò a formare un intero isolato lungo la strada che collegava la porta Rofiolo con il bastione di San Francesco. Dal 1543 le monache poterono prendere finalmente sede nel monastero terminato, la cui chiesa venne consacrata l'11 novembre 1554 dal vescovo di Verona Luigi Lippomano.

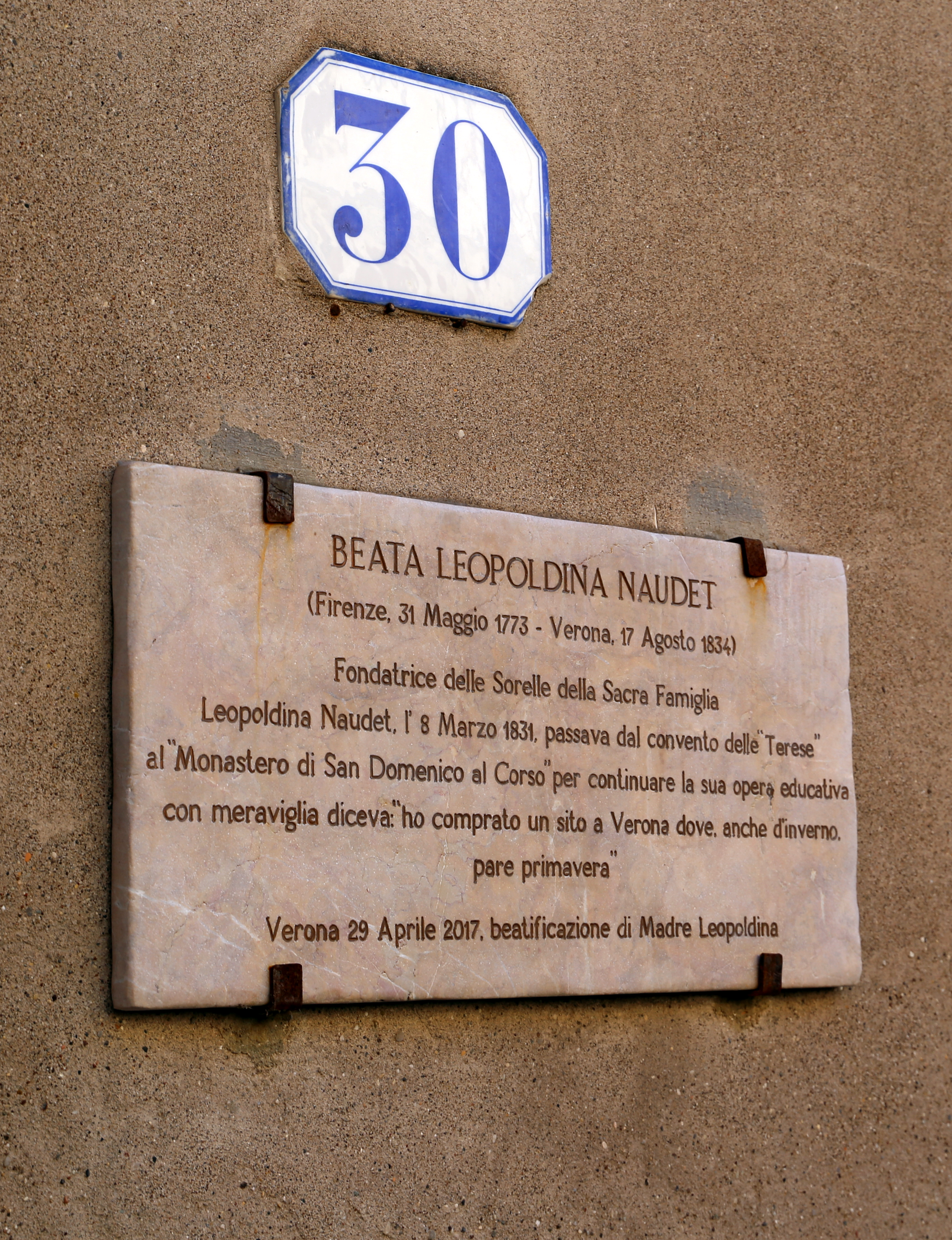
Lapide che ricorda l'acquisto del monastero da parte della beata Leopoldina Naudet

La chiesa venne completamente rinnovata a cavallo tra XVII e XVIII secolo quando fu sopraelevata, vennero dipinte le pareti e inserite opere pittoriche di pregio; altari e arredi cinquecenteschi andarono quindi perduti. Nel 1811, tuttavia, il monastero venne soppresso tramite decreto napoleonico e quindi demaniato: fu in questa occasione che Domenico Maboni acquistò il monastero, composto dalla chiesa, dal convento, orti e un gruppo di diciassette edifici residenziali. Pochi anni dopo, tra il 1827 e il 1831, Leopoldina Naudet, fondatrice della congregazione delle sorelle della Sacra Famiglia, acquistò da Maboni tutto il complesso che successivamente passò nuovamente di mano, ceduto al Comune di Verona che lo suddivise in vari lotti con diverse destinazioni, tra cui un istituto tecnico e sede dei vigili del fuoco prima, e della polizia municipale poi. Durante la seconda guerra mondiale il complesso subì danni notevoli per cui sono rimasti completamente integri solamente il chiostro e la chiesa, mentre molti altri spazi sono stati rimaneggiati e ristrutturati nel corso degli anni.
Dal 2010 la chiesa è divenuta sede della comunità evangelica luterana di Verona e Gardone, facente parte della Chiesa evangelica luterana in Italia.

## Descrizione

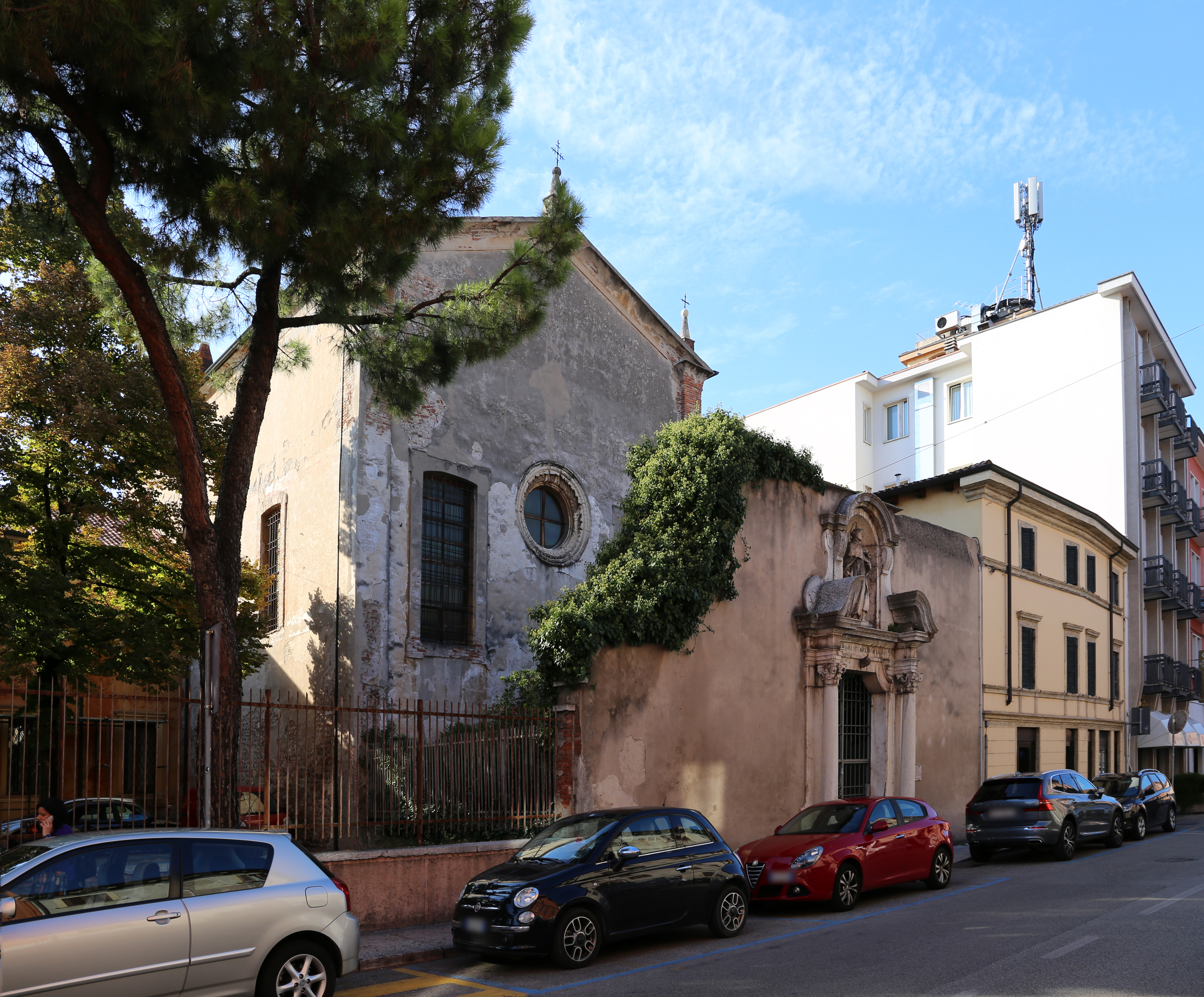
La chiesa vista da via del Pontiere

Questo piccolo gioiello del barocco veronese si trova nel quartiere di Cittadella, in via del Pontiere, non distante da dove l'Adigetto sfociava nel fiume Adige e dal punto in cui si trova la tomba di Giulietta. L'austera facciata a capanna della chiesa è visibile dalla strada, tuttavia l'accesso al sagrato avviene tramite un piccolo portale in pietra realizzato durante la ristrutturazione del XVII-XVIII secolo. Esso è caratterizzato dalla statua di San Domenico situata in una nicchia e realizzata da Orazio Marinati, scultore attivo, oltre che a Verona, a Bassano del Grappa e Vicenza.
Lo spazio interno, ad aula unica, è caratterizzato dagli altari realizzati sempre durante i lavori di ristrutturazione di età moderna, opera del lapicida e architetto Francesco Marchesini, oltre che dal ricco apparato decorativo pittorico, costituito dalla volta affrescata dal figlio di Marchesini, Alessandro, che raffigurò la Gloria di san Domenico, e dalle pareti su cui Antonio Zanoni affrescò dei partiti architettonici entro i quali sono stati lasciati ampi spazi per un ciclo di otto dipinti dedicati al Santo titolare della chiesa: il dipinto di gusto francese raffigurante il Miracolo del Pesce di Ludovico Dorigny, il più anziano fra gli artisti che qui operarono; la Predica di san Domenico alle donne eretiche di Sante Prunati; Guarigione di Napoleon Orsini caduto da cavallo di Antonio Balestra, oggi al museo civico di Castelvecchio; San Domenico che risuscita un fanciullo di Simone Brentana; San Domenico che salva un edificio che crolla di Odoardo Perini; San Domenico che flagellandosi caccia i demoni di Paolo Pannelli; San Domenico che brucia i libri eretici di Michelangelo Prunati, figlio di Sante; Santi Domenico e Orsola, sempre di Sante Prunati.

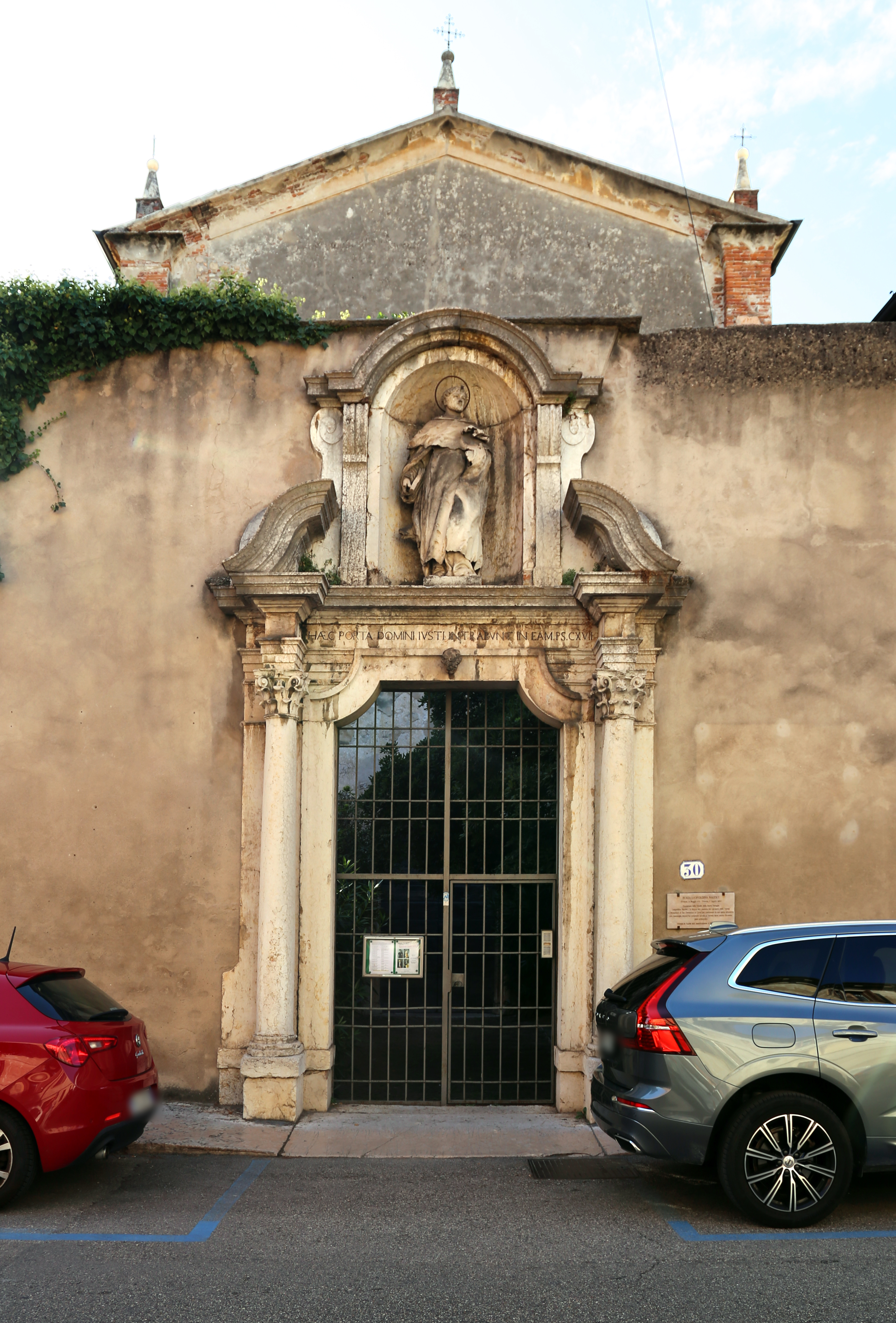
Dettaglio del portale di accesso al sagrato della chiesa
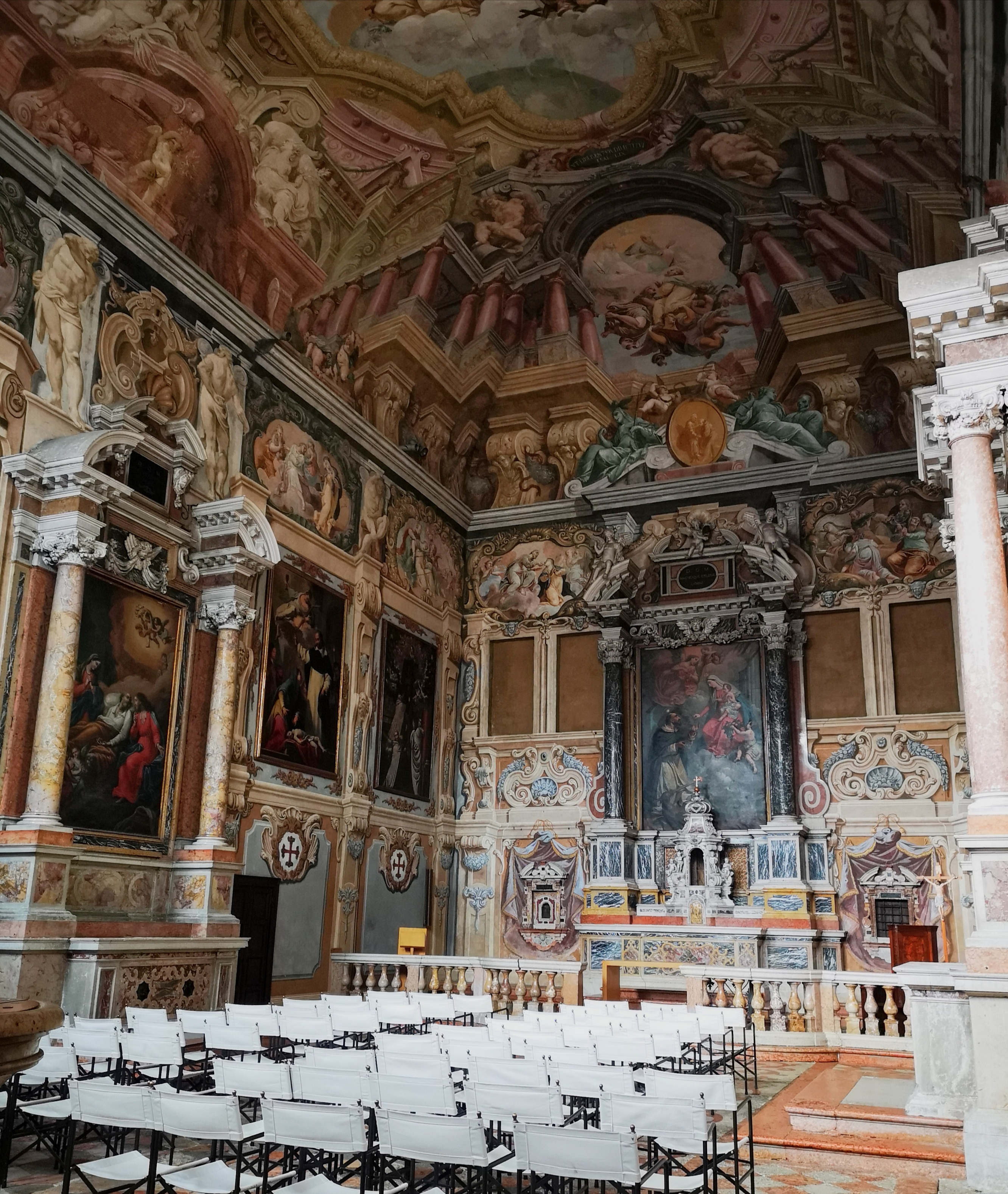
L'interno della chiesa
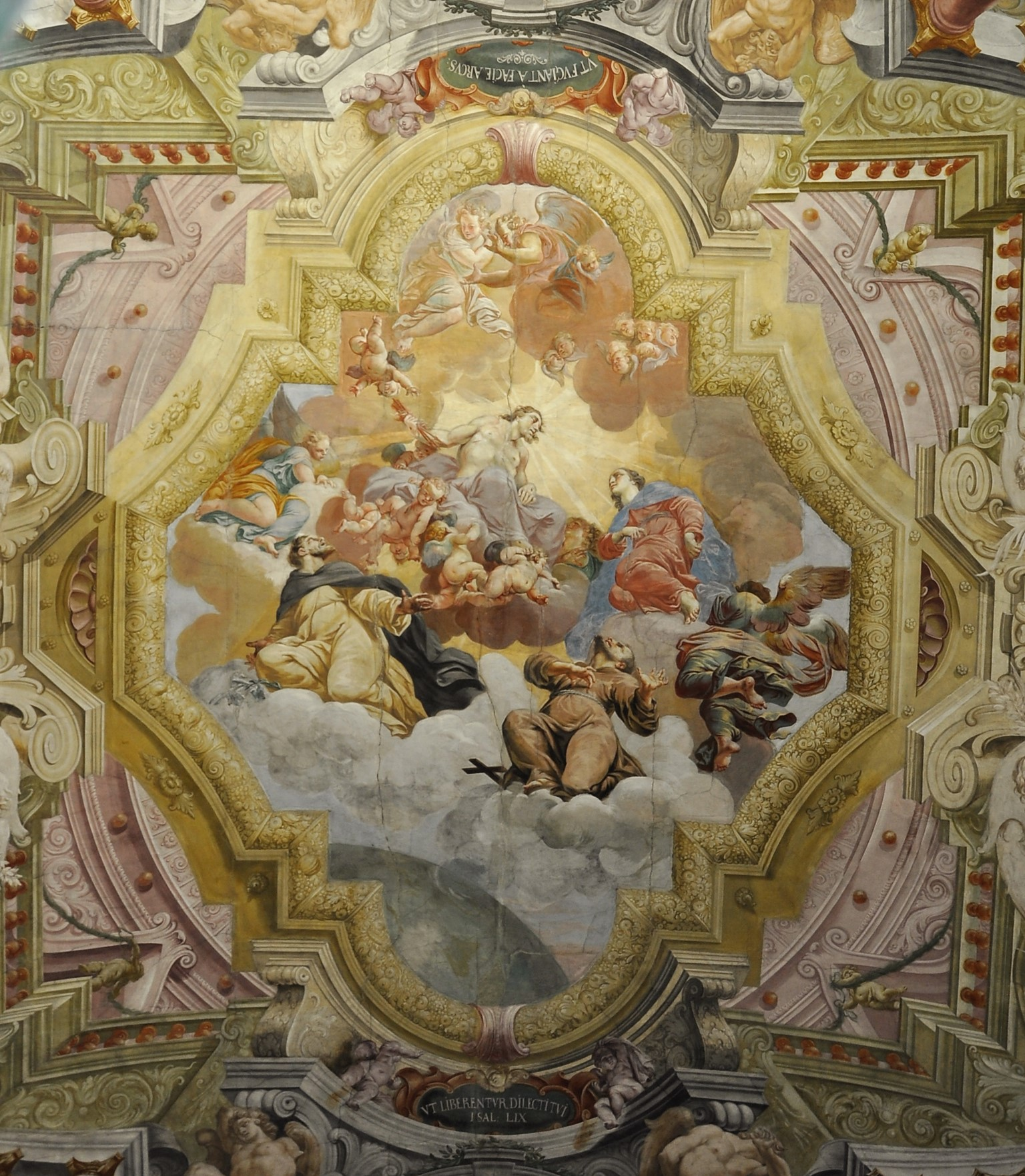
La volta affrescata da Alessandro Marchesini